# 多夫亨凱 (維利胡瓦特卡市鎮)
50°9′45″N 37°32′13″E / 50.16250°N 37.53694°E
多夫亨凯（烏克蘭語：Довгеньке）是位於烏克蘭東部的村莊，由哈爾科夫州庫皮揚斯克區的維利胡瓦特卡市鎮負責管轄。該村始建於1799年，面積0.09平方公里，海拔高度159米，2001年人口103，人口密度每平方公里1,144.4人。